# Mischling
Mischling (z niem. mieszaniec półkrwi, „mieszaniec”, „kundel”, „hybryda”) – niemieckie określenie wykorzystywane głównie do opisu zwierząt powstałych przez skrzyżowanie ras. Niemieccy naziści w ustawach norymberskich z 1935 r. określali tym słowem Niemców mających w swoim drzewie genealogicznym osoby uznane za Żydów. Wprowadzono dwie kategorie rasowe:
- Żyd półkrwi (żydowski mischling I stopnia) – osoba mająca w swoim drzewie genealogicznym dwoje żydowskich dziadków
- Żyd ćwierćkrwi (żydowski mischling II stopnia) – osoba mająca w swoim drzewie genealogicznym jednego żydowskiego dziadka.

Ustawy norymberskie uchylały wcześniejsze częściowe akty emancypacji Żydów z 1812 r. (emancypacja przeprowadzona pod kierownictwem Karla Hardenberga i Heinricha Steina w Prusach po wyzwoleniu spod władzy Napoleona I) oraz z 1871 r. (emancypacja przeprowadzona po zjednoczeniu ziem niemieckich przez Bismarcka i stworzeniu Cesarstwa Niemieckiego. Pełne prawa zostały przyznane Żydom dopiero po utworzeniu tzw. Republiki Weimarskiej).

## Ustawy rasowe

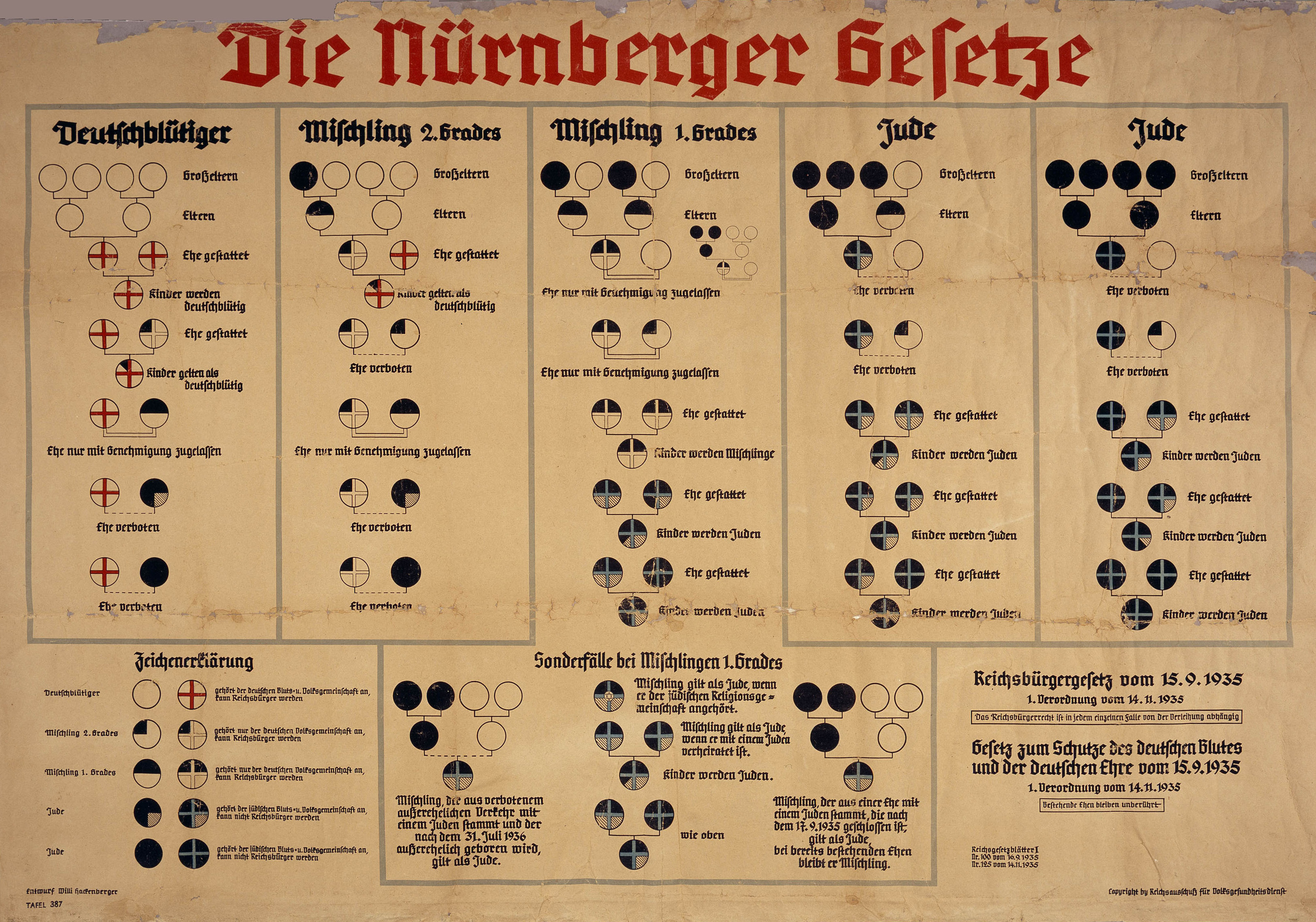
Schemat przedstawia pseudonaukowy podział rasowy, stanowiący podstawę rasowej polityki nazistowskich Niemiec. Tylko osoby posiadające czworo dziadków Niemców (cztery białe okręgi – pierwsza tabelka od lewej) były uznawane za „pełnokrwistych” Niemców. Obywatele niemieccy mający w swoim drzewie genealogicznym trzech lub czterech żydowskich przodków (czwarta i piąta kolumna od lewej) byli uznawani według ustaw norymberskich za Żydów. Środkowa kolumna przedstawia podział mischlingów, w zależności od liczby żydowskich przodków. Wszyscy żydowscy dziadkowie byli automatycznie definiowani jako członkowie żydowskiej wspólnoty religijnej (bez względu na to, w jakim stopniu w rzeczywistości identyfikowali się z tą grupą)

30 stycznia 1933 miał miejsce początek masowego usuwania Żydów z urzędów. Za osobami zasłużonymi dla Niemiec wstawił się Paul von Hindenburg, który 4 kwietnia 1933 wystosował prośbę do Kanclerza Rzeszy Adolfa Hitlera o wyłączenie spod wprowadzanej ustawy mężczyzn pochodzenia żydowskiego, którzy odnieśli rany podczas lub walczyli na frontach I wojny światowej, synów osób, które poległy w obronie kraju oraz ojców, których synowie polegli w walce.
7 kwietnia 1933 ogłoszona została ustawa o odrodzeniu stanu urzędniczego (wraz z rozporządzeniem uzupełniającym znane jako „paragraf aryjski” – Arierparagrapf). Pierwsze rozporządzenie uzupełniające do ustawy o odrodzeniu z dnia 11 kwietnia 1933 definiowało nie-Aryjczyka jako osobę, której przynajmniej jedno z rodziców lub dziadków było wyznania żydowskiego. Dopiero rozporządzenie wydane 1 września 1933 przez Wilhelma Fricka (ministra spraw wewnętrznych Rzeszy) dookreślało definicję „żydostwa”. Według tego rozporządzenia o żydostwie nie decydowała wyznawana religia, lecz pochodzenie (rasa). Warto zauważyć, że pochodzenia żydowskiego nie definiowano zgodnie z prawem rabinicznym (halachą), według którego Żydem jest osoba urodzona z matki – Żydówki. O byciu Żydem mógł decydować również męski przedstawiciel narodu żydowskiego w rodowodzie. Zdarzało się również, że za Żyda uznawano osobę, której cechy fizyczne były – według nazistów – charakterystyczne dla tej nacji (ciemne włosy, duży nos).
27 maja 1933 minister obrony generał Werner von Blomberg wprowadził przepisy rasowe wobec żołnierzy. Na ich podstawie zwalniano również Żydów z zakładów podległych kontroli wojska. 16 marca 1935 roku A. Hitler wprowadził powszechny obowiązek służby wojskowej w nowo powstającym niemieckim wojsku – Wehrmachcie, rozpoczynając tym samym odbudowę niemieckiej potęgi wojskowej, ograniczonej postanowieniami Traktatu Wersalskiego. Pełnej krwi Żydzi byli wzywani jako poborowi w celach rejestracyjnych (nie mieli prawa służby w wojsku).
Z rozkazu Hitlera część pół- i ćwierćkrwi Żydów miała obowiązek służby wojskowej, jednak bez możliwości awansu powyżej stopnia starszego szeregowego (w wojskach lądowych Oberschütze lub Gefreiter).

### Ustawy norymberskie
Wprowadzenie ustaw norymberskich wiązało się ze znacznym zaostrzeniem polityki III Rzeszy w stosunku do osób pochodzenia żydowskiego. Ustawy te zostały uchwalone 15 września 1935 roku podczas dorocznego zjazdu partii NSDAP (Parteitagu) w czasie posiedzenia Reichstagu. Regulowały one kwestię małżeństw między Aryjczykami a nie-Aryjczykami, pozbawiały pełnej krwi Żydów obywatelstwa Rzeszy, zakazywały zatrudniania przez Żydów niemieckich służących oraz zabraniały zawierania małżeństw między Żydami a Aryjczykami (takie małżeństwo – według nazistów – było niezgodne z prowadzoną polityką ochrony czystości rasy aryjskiej, prowadziło bowiem do mieszania się ras – Rassenschande). Kontaktów seksualnych między Aryjkami a mischlingami (które były dość popularne w ciągu dalszych lat wojny – mężowie Aryjek, pełnej krwi Aryjczycy, walczyli na frontach, zaś mężczyźni mający żydowskie pochodzenie z przyczyn rasowych byli zwalniani z armii) zakazywały również późniejsze rozporządzenia (między innymi to, wprowadzone 7 maja 1941 roku, ogłoszone na rozkaz samego Führera przez sekretarza stanu Pfundtnera).
14 listopada 1935 roku Ministerstwo Spraw Wewnętrznych Rzeszy Niemieckiej (Reichministerium des Innern, RMI) wydało poprawkę do wprowadzonych we wrześniu ustaw, wprowadzając jednocześnie dodatkowe kategorie rasowe, precyzujące sytuację Żydów w systemie politycznym Rzeszy. Społeczeństwo podzielono na cztery kategorie rasowe:
- Niemcy (Aryjczycy)
- Żydzi półkrwi (żydowscy mischlingowie I stopnia)
- Żydzi ćwierćkrwi (żydowscy mischlingowie II stopnia)
- Żydzi

Pełnię praw przyznano wyłącznie osobom, uznanym za czystej krwi Aryjczyków. W stosunku do żydowskich mischlingów stosowano pewne represje prawne, zaś osoby uznane za pełnej krwi Żyda zostały całkowicie wyłączone spod prawa poprzez odebranie im prawa do posiadania obywatelstwa niemieckiego. Mischling mający żydowskiego współmałżonka (lub należący do gminy żydowskiej) miał być traktowany prawnie tak, jak Żyd. Żydzi mogli zawierać związki małżeńskie tylko z innymi Żydami lub żydowskimi mischlingami I stopnia, zaś jeśli osoba będąca żydowskim mischlingiem II stopnia (ćwierćkrwi Żydem) chciała w pewien sposób poprawić swój status, musiała wstąpić w związek małżeński z osobą będącą Aryjczykiem (co w praktyce w związku z obowiązywaniem ówczesnych przepisów rasowych oraz nieustannej nagonki antysemickiej nie było łatwe do zrealizowania).
17 sierpnia 1938 roku uchwalono ustawy, które nakazywały niemieckim Żydom dodawanie w oficjalnych dokumentach przed swoim oficjalnym imieniem żydowskiego imienia „Izrael” (w przypadku mężczyzn) oraz „Sara” (w przypadku kobiet). Od 5 października wszyscy Żydzi mieli obowiązek posiadania w paszporcie stempla „J” (od Jude).
Niedługo po ogłoszeniu ustaw norymberskich ich odpowiednik został wprowadzony przez ministra wojny – Wernera von Blomberga – w Wehrmachcie (podobnie, jak to miało miejsce z wprowadzonymi w 1933 roku paragrafem aryjskim). Przepisy te dotyczyły również tych, którzy do tej pory (przynajmniej w wymiarze teoretycznym) powinni być chronieni przez „hindenburskie” zwolnienia od rygorów rasowych. Ponadto oficerowie Wehrmachtu oprócz złożenia oświadczenia o swoim pochodzeniu (przepisy nakazujące składać podobne oświadczenia potwierdzające „pełną aryjskość” były również wielokrotnie wydawane w latach 40 XX w.) musieli także złożyć oświadczenie dotyczące pochodzenia ich współmałżonka, co – w przypadku wykrycia żydowskiego pochodzenia żony oficera – niejednokrotnie wiązało się z wymuszeniem zerwania przez nich małżeństwa w celu zachowania swojego stanowiska pracy.
Choć Ministerstwo Wojny podało 11 października 1936 roku, że osoby zakwalifikowane jako mischlingowie nie mogą zgłaszać się jako ochotnicy do wojska, sytuacja w tym względzie nie zmieniła się właściwie aż do 1940 roku.
Po zajęciu Austrii 12 marca 1938 roku (Anschluss) wprowadzono tam przepisy rasowe obowiązujące w Niemczech.

## Lata 1940–1943
8 kwietnia 1940 roku Naczelne Dowództwo Sił Zbrojnych (Oberkommando der Werhmacht, OKW) na mocy decyzji Hitlera wydało rozporządzenie nakazujące zdymisjonowanie wszystkich półkrwi Żydów oraz żołnierzy ożenionych z Żydówkami i półkrwi Żydówkami.
Rozporządzenia tego nie wprowadzono bojąc się o upadek morale w wojsku podczas wojny. Czynnik ten miał ogromne znaczenie dla niemieckiej polityki rasowej w kontekście rozpoczętej 9 kwietnia 1940 inwazji na Danię i Norwegię oraz planowanego uderzenia na Francję. Często po stronie żołnierzy, którzy w oświadczeniu przyznawali się do swojego częściowo żydowskiego pochodzenia stawali ich dowódcy. Było to związane z obawą straty doświadczonych żołnierzy, służących od wielu lat pod ich dowództwem. Zdarzały się więc przypadki zatajenia prawdziwego pochodzenia ich podwładnych. Sami oficerowie także często zatajali swoje pochodzenie podając w oświadczeniach nieprawdziwe informacje dotyczące ich „kategorii rasowej”, mimo strachu przed grożącymi za takie oszustwa sankcjami. U części żołnierzy o nieposzlakowanej opinii „wzorowych Aryjczyków”, służących od wielu lat w armii ich prawdziwe pochodzenie odkrywano przypadkiem, w trakcie deportacji ich bliskich krewnych do obozów koncentracyjnych. Część żołnierzy krwi żydowskiej skutecznie ochroniła się przed ujawnieniem.
Mischlingowie godzili się na służbę w wojsku – nawet na gorszych warunkach od pozostałych żołnierzy, bez możliwości oficjalnego awansu i otrzymania wojennych odznaczeń bojowych, gdyż tylko w taki sposób mogli pomóc swoim rodzinom. Niejednokrotnie fakt służby wojskowej syna (lub jego bohaterska śmierć na polu bitwy) pozwalała ochronić przed deportacją jego rodziców lub w znaczny sposób pomóc im w poprawie ich sytuacji życiowej w warunkach prześladowania każdego, kto miał jakikolwiek procent żydowskiego pochodzenia.
Żydzi półkrwi byli przez niektórych uznawani nawet za „groźniejszych” od czystej krwi Żydów, gdyż w przeciwieństwie do nich posiadali w sobie pierwiastek aryjski – uznawany przez nazistów za doskonały – który (według tychże właśnie) mógł danemu mischlingowi I stopnia (jak określały go ówczesne przepisy prawne dotyczące rasy) dodawać cech charakterystycznych wyłącznie dla rasy aryjskiej, co czyniło go jeszcze bardziej niebezpiecznym i przebiegłym. Dla niektórych dowódców (którzy głównie bali się destabilizacji w ich oddziałach spowodowanych zaostrzeniem przepisów rasowych w Wehrmachcie) ten „pierwiastek aryjski” (szczególnie w przypadku mischlingów II stopnia) stanowił punkt wyjścia do ograniczenia wpływów rasowej polityki w wojsku. Obawiano się również skutków prześladowania rodzin walczących żołnierzy, które również mogłoby mieć zgubny skutek dla działań wojennych Rzeszy Niemieckiej. Przeciwnikiem eksterminacji półkrwi Żydów (przynajmniej w czasie prowadzenia działań wojennych) był między innymi Bernhard Lösener. Wobec silnego oporu ze strony innych notabli niemieckich, nie mogąc prowadzić swojej wizji polityki rasowej, 19 grudnia 1941 roku Lösener złożył dymisję, która jednak nie została przyjęta. Przestał on jednak mieć wpływ na kształtowanie polityki rasowej hitlerowskiej Rzeszy Niemieckiej.
Sytuacja mischlingów niemieckich kształtowała się zgodnie ze zmianami na niemieckim froncie wojennym. Po szybkim zwycięstwie nad Francją, kiedy wódz A. Hitler jeszcze bardziej wzmocnił swoją pozycję, zaś Wehrmacht wydawał się niezwyciężoną machiną wojenną pewnie dążącą do ostatecznego zwycięstwa, sytuacja Żydów w Rzeszy po raz kolejny uległa znacznemu pogorszeniu. W armii wprowadzono kolejne obostrzenia, które nie były całkowicie realizowane w związku z rozpoczęciem 6 kwietnia 1941 roku kampanii na Bałkanach. Największą jednostką niemiecką, w której w najmniejszym stopniu przestrzegano masowo wprowadzanych ustaw rasowych, były oddziały Afrika Korps dowodzone przez Erwina Rommla, wysłane przez Rzeszę do północnej Afryki w celu pomocy włoskim sojusznikom w ich walkach z Brytyjczykami.
Po ogłoszeniu oraz wprowadzeniu w życie niemieckiego planu ataku na Związek Radziecki (Plan Barbarossa), wojna prowadzona przez Hitlera stała się w pełni wojną propagandową. Walka z radzieckimi komunistami prowadzona była pod hasłem walki z „żydowskim bolszewizmem”. Dyrektywa wydana dla Wehrmachtu w marcu 1941 roku przez Wilhelma Keitela przekazywała Reichsfürerowi SS Heinrichowi Himmlerowi (zagorzałemu zwolennikowi eksterminacji Żydów, Słowian oraz Romów) organizację administracji cywilnej na wszystkich podbitych przez nazistów terenach. 19 grudnia 1941 roku Hitler zdymisjonował głównodowodzącego wojsk lądowych feldmarszałka Walthera Brauchitscha (obarczonego winą za kolejną nieudaną próbę zdobycia Moskwy) i sam oficjalnie przejął dowodzenie nad wojskiem.
Jesienią 1941 roku hitlerowcy zarządzili obowiązkową sterylizację Żydów, co miało stać się kolejnym sposobem tworzenia idealnie czystego rasowo społeczeństwa przez eliminację z niego nie-Aryjczyków (również tych, którzy potencjalnie mogliby się narodzić z już żyjących). Stało się to również polem do wielu medycznych eksperymentów prowadzonych przez nazistów. Proponowano także wywiezienie Żydów do jednego, w pełni kontrolowanego miasta. Po raz kolejny pojawiły się wątpliwości, czy również w tej kwestii półkrwi Niemcy mieli być zaliczani do rasy żydowskiej.
10 kwietnia 1941 roku wódz ogłosił, że chce po zwycięskiej wojnie uznać wszystkich zasłużonych na froncie Żydów ćwierćkrwi za obywateli „krwi niemieckiej” (deutschblütig), co – biorąc pod uwagę wszystkie wcześniejsze rozporządzenia rasowe – dodatkowo spotęgowało zamieszanie w administracji Rzeszy Wielkoniemieckiej.

## Konferencje w Wannsee a sprawa mischlingów
W 1942 roku odbyły się trzy konferencje w tzw. „sprawie ostatecznego rozwiązania kwestii żydowskiej”.
1. Konferencja w Wannsee (pierwsza konferencja na temat ostatecznego rozwiązania) 20 stycznia 1942 roku na zaproszenie Heydricha – postanowienia dotyczące mischlingów
- Żydzi ćwierćkrwi powinni zostać w przyszłości uznani za obywateli „krwi niemieckiej” (deutschblütig)
- osoby mające dwoje rodziców ćwierćkrwi Żydów, gorsze cechy rasowe bądź takie, które były notowane przez policję, zajmowali się „niepożądaną” działalnością polityczną lub same siebie określały jako Żydów nie mogły być uznawane za Aryjczyków
- Żydów półkrwi należy traktować tak, jak Żydów
- Żydzi półkrwi pozostający w Rzeszy Wielkoniemieckiej powinni zostać wysterylizowani
- zwolnienia od ustaw rasowych w stosunku do Żydów półkrwi mogły dotyczyć tylko tych osób, które miały współmałżonka Aryjczyka, miały dzieci bądź uzyskały akt łaski; osoby takie miały jednak po wojnie przejść dodatkowe testy rasowe
- postanowiono fizyczną eliminację wszystkich Żydów pełnej krwi[17].

2. Konferencja w Wannsee (druga konferencja na temat ostatecznego rozwiązania) 5 marca 1942 roku
- ponowna zgoda na poddanie sterylizacji Żydów półkrwi.
- wysterylizowani powinni zostać wywiezieni w jedno w pełni kontrolowane miejsce. Wzorem do utworzenia takiego miejsca miał być obóz Theresienstadt w Terezínie, na terenie Protektoratu Czech i Moraw.
- Żydzi półkrwi, którzy odbyli służbę wojskową mieli zostać na potrzeby sterylizacji podzieleni na dwie grupy: żydowską i niemiecką. Podstawą podziału miały być cechy fizyczno-antropologiczne[18].

3. Konferencja w sprawie ostatecznego rozwiązania 27 października 1942 roku
- przedłożenie przez Karla Klingenfussa memorandum zalecającego sterylizację Żydów półkrwi pragnących pozostać w Rzeszy Wielkoniemieckiej.

## Lata 1943–1944
Od 1943 roku sposobem na rozwiązanie impasu związanego z niemieckimi mischlingami oraz Aryjczykami ożenionymi z Żydówkami stało się ich masowe kierowanie do batalionów pracy przymusowej (jedną z najbardziej znanych była założona w 1938 roku Organizacja Todt (OT)). W związku z działaniami Niemiec na froncie wschodnim w Rzeszy Wielkoniemieckiej brakowało ludzi do prac budowlanych czy produkcji broni – takie prace mieli wykonywać niemieccy mischlingowie, którzy – mimo dużych strat Wehrmachtu – nadal nie mogli być wcielani w szeregi Wehrmachtu. Pod wpływem niektórych dowódców (między innymi Ministra Lotnictwa Rzeszy Hermanna Göringa) zwolnienie od deportacji do obozów pracy uzyskali ci z nich, którzy udowodnili, że są niezbędni w aktualnych miejscach pracy.
13 października 1943 roku Fritz Sauckel (pełnomocnik do spraw mobilizowania zasobów ludzkich) wydał zarządzenie o powołaniu mischlingów oraz mężczyzn żonatych z Żydówkami do służby w OT (zwolnienie od tego obowiązku miało dotyczyć jedynie pracujących w ważnych dla niemieckiej armii instytucjach).
Pierwsze akcje mające za zadanie wykonać rozporządzenie z października 1943 odbyły się dopiero wiosną 1944 (po powtórzeniu październikowego rozporządzenia 21 marca 1944 roku):
- Aktion Hasse – w ramach tej akcji Żydzi nosili mundury i wykonywali głównie prace budowlane.
- Aktion Mitte – Żydzi wykonywali roboty przymusowe i nie nosili mundurów[20].
- Aktion Barthlold – deportacja do obozu Ost Linde w okolicach Głogowa. Do tego obozu wysłano również półkrwi Żydówki[21].

Mimo braków kadrowych na polecenie Martina Bormanna wydane 9 grudnia 1944 roku Żydzi, Żydzi półkrwi oraz Cyganie nie mieli prawa służby w Volkssturmie – organizacji utworzonej we wrześniu 1944 roku z powodu ogromnych strat Wehrmachtu na froncie.

## Zwolnienia od ustaw rasowych
Do 1935 roku nie-Aryjczycy mogli ubiegać się o zwolnienia od ustaw rasowych na podstawie prośby Prezydenta RN Paula von Hindenburga skierowanej do Führera A. Hitlera w 1933 roku (po wydaniu paragrafu aryjskiego).
Oficjalne przyznawanie zwolnień stało się możliwe dopiero na podstawie ustępu 7 pierwszego rozporządzenia do ustaw aryjskich z listopada 1935 roku.
Niemieccy mischlingowie – szczególnie ci, którzy wyróżnili się na frontach I wojny światowej lub odnieśli rany, mogli starać się o zwolnienie od ustaw rasowych, zatwierdzanych osobiście przez A. Hitlera. Dodatkowym atutem mogło być zaangażowanie w działalność NSDAP i otwarte popieranie działań NSDAP (do czasu zwiększenia roli wojska w polityce Niemiec).
W rzeczywistości największe szanse na dostanie tego typu zwolnień mieli ci, którzy posiadali znajomości wśród najbliższych współpracowników Führera lub znali ludzi, którzy mieli takie dojścia. Innym sposobem uzyskania takiego zwolnienia było korumpowanie urzędników NSDAP. Można było uzyskać Genehmigung („zwolnienie od rygorów rasowych”); Wódz i Kanclerz Rzeszy przyznawał również Deutschblütigkeitserklärung („świadectwo krwi niemieckiej”). Ważnym elementem składanego wniosku były zdjęcia (z profilu i en face), które niejednokrotnie stanowiły główny argument za lub przeciw przyznaniu zwolnienia.
Mischlingowie innego pochodzenia nie mieli takich praw, które przysługiwały niemieckim mischlingom (ze względu na częściowo aryjskie pochodzenie). Byli oni traktowani na równi z Żydami i traktowani jako podludzie.
Problemem dla nazistowskiej ideologii wyższości rasy aryjskiej stały się zawierane przez Niemców koalicje (stworzenie osi Berlin – Rzym – Tokio) i ich ideologiczne wytłumaczenie. W przypadku Włochów uznano ich za „południowych Aryjczyków”. Japończyków na potrzeby ideologii Hitler uznał za „honorowych Aryjczyków”, co w pełni miało uzasadnić fakt zawarcia z nimi paktu.

## Znani mischlingowie

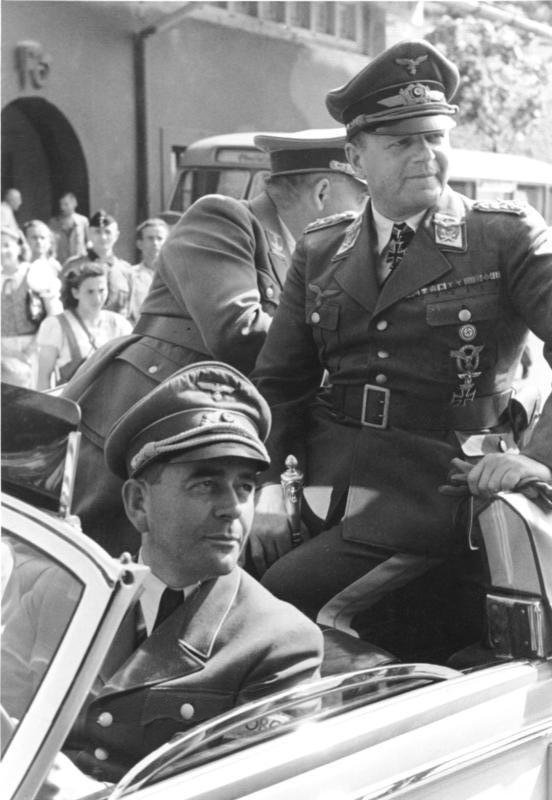
Erhard Milch (po prawej)

Wielu mischlingów niemieckich mimo restrykcji systemu nazistowskiego pełniło służbę w niemieckim wojsku oraz w grupach paramilitarnych SA i SS. Niektórzy z nich dzięki wpływom lub swoim zdolnościom i doświadczeniu zajmowali – mimo swojego pochodzenia – wysokie stopnie w niemieckiej hierarchii w czasie II wojny światowej lub w inny sposób wpisali się w historię tamtego okresu. Jednak zapewne zdarzało się, że – jak w przypadku Wernera Goldberga – decydował o tym jedynie przypadek.
- Werner Goldberg – Żyd półkrwi. Jego zdjęcie umieszczone było w 1939 roku na okładce propagandowej gazety hitlerowskiej z podpisem „Idealny żołnierz niemiecki”.
- Artur Imhausen(inne języki) – Żyd półkrwi, chemik i przemysłowiec. Wynalazca półsyntetycznego mydła. Wstawił się za nim u A. Hitlera Hermann Göring, dzięki któremu uzyskał świadectwo aryjskości.
- Helene Mayer – Żydówka półkrwi pochodzenia niemieckiego, mieszkająca w USA. Została poproszona przez A. Hitlera o występ jako reprezentantka Niemiec na Letnich Igrzyskach Olimpijskich w Berlinie w 1936 roku. Zdobyła srebrny medal w szermierce.
- Melitta Schenk Gräfin von Stauffenberg – Żydówka półkrwi, kapitan lotnictwa. W 1941 Luftwaffe zatwierdziło jej świadectwo aryjskości[23].
- Erhard Milch – Żyd półkrwi, feldmarszałek i sekretarz stanu w Ministerstwie Lotnictwa Rzeszy, jeden z twórców Luftwaffe.
- Otto Heinrich Warburg – Żyd półkrwi, laureat Nagrody Nobla z 1931 roku. Został przeklasyfikowany na ćwierćkrwi Żyda dzięki wstawiennictwu H. Göringa.
- Helmuth Wilberg – Żyd półkrwi. Stworzył podwaliny operacyjne koncepcji działania Luftwaffe jako wysoki stopniem oficer Luftstreitkraefte (siły lotnicze Niemiec z czasów I wojny światowej), oficer sztabu Legionu Condor, generał Luftwaffe.
- Walter Hollaender – Żyd, pułkownik Wehrmachtu, odznaczony rzadkim Niemieckim Krzyżem w Złocie i Krzyżami Żelaznymi obu klas. Führer osobiście poświadczał jego aryjskość. Był synem żydowskiej matki (Żyd według halachy).

## Naukowe świadectwo dyskryminacji
Victor Klemperer, niemiecki filolog, weteran I wojny światowej, pochodzenia żydowskiego, przeżył okres władzy NSDAP w Niemczech dzięki postawie swej żony. Świadectwo przeżyć tego okresu zawarł w prowadzonym na bieżąco dzienniku.